# Toxotes microlepis
Toxotes microlepis is een  straalvinnige vissensoort uit de familie van schuttersvissen (Toxotidae). De wetenschappelijke naam van de soort is voor het eerst geldig gepubliceerd in 1860 door Günther.
De soort staat op de Rode Lijst van de IUCN als niet bedreigd, beoordelingsjaar 2011.